# Фридрихсталь (Штутензее)
Фридрихсталь (нем. Friedrichstal) — община в Германии, в земле Баден-Вюртемберг.
Подчиняется административному округу Карлсруэ. Входит в состав района Карлсруэ. Население составляет 5 070 человек (на 31 декабря 2010 года). 
Находится на правом берегу Рейна, в северном направлении от г. Карлсруэ. Образован 1 января 1975 года вместе с 3 соседними населенными пунктами Бланкенлохом (Blankenloch), Шпёком (Spöck) и Штаффортом (Staffort), которые с 1 января 1998 года составляют большой районный центр Штутензее (Stutensee). Через Фридрихсталь протекает река Хеглах (Heglach).

## История
Поселение было основано религиозными беженцами (гугенотами), бежавшими вследствие эдикта Фонтенбло из Северной Франции, а также из Бельгии и Швейцарии. Город существует с 1699 года на очищеных площадях посреди Хардтвальдского (Hardtwald) леса с помощью части сообщества Шпёк.
На новую родину были завезены семена табака и растущий опыт культивации табака был основой скромного благосостояния деревни и близлежащих общин Хардта. Сорт табака «Friedrichstaler» возделывался вплоть до 1950-х годов.
Часть бывшей табачной фабрики в настоящее время используется в качестве студии художников и выставочных площадей. Другая часть фабрики была капитально отремонтирована и превращена в жилые площади.
Своё название Фридрихсталь (долина Фридриха) получил по имени маркграфа Фридриха Магнуса фон Баден-Дурлаха, который разрешил переселение и предоставил землю для посёлка. Год спустя, 18 июля 1700 года, Фридрихсталь был независимым муниципалитетом.
С 1982 года существует партнёрское сотрудничество с французским городом Сен-Рикье (фр. Saint-Riquier) в Пикардии, той местности, из которой убежали когда-то в своё время основателели Фридрихсталя.

## Достопримечательности
- Католическая церковь св. Елизаветы (St. Elisabeth Kirche) (1958)[2]
- Музей гугенотов (краеведческий)[3]
- Евангелическая церковь (Evangelische Kirche Friedrichstal)[4]
- Парк отдыха (зоосад)[5]

## Инфраструктура
Через населённый пункт проходят ветка региональных электричек сети Deutsche Bahn и северная ветка трамвая Карлсруэ — маршрут S2.
В километре от города находится Институт ядерных отходов (49°05′58″ с. ш. 8°25′54″ в. д.).